# Проценко Григорій Данилович
Проценко Григорій Данилович (*6 грудня 1935 року) — український кліматолог, кандидат географічних наук, доцент географічного факультету Київського національного університету імені Тараса Шевченка, з 2002 року — Національного педагогічного університету імені М. П. Драгоманова.

## Біографія
Народився 6 грудня 1935 року в селі Майданівка Звенигородського району Черкаської області. Закінчив 1963 року кафедру метеорології та кліматології географічного факультету Київського університету. З 1963 року працював старшим інженером-синоптиком авіаметеостанцій Шар'я та Кострома Верхнєволзького управління Гідрометслужби СРСР, з 1968 року — молодший співробітник Відділу агроекології Українського науково-дослідного інституту садівництва.
У Київському університеті викладав у 1975–2002 роках на кафедрі метеорології та кліматології. Виконував обов'язки заступника декана заочного відділення, заступника декана з навчальної роботи географічного факультету. Викладав курси: «Метеорологія та кліматологія», «Кліматологія», «Агрометеорологія».
Працював доцентом кафедри географії Національного педагогічного університету імені М. П. Драгоманова з 2003 до 2009 рр. З березня 2005 до березня 2006 р. виконував обов'язки завідувача цієї кафедри. 

## Нагороди і відзнаки
Нагороджений медалями: «В пам'ять 1500-річчя Києва», «Ветеран праці», Грамотою Державної гідрометеорологічної служби України у 2002 році.

## Наукові праці
Сфера наукової діяльності: дослідження строків настання фенологічних фаз плодових культур в Україні залежно від погодних та кліматичних умов; потреби їх у теплі; вплив погоди на якість врожаю плодових культур; вивчення мікроклімату садів різних конструкцій; зміни тривалості безморозного періоду та особливостей формування снігового покриву в агроландшафтах; мінливість потоків короткохвильової радіації в Україні; низькі температури повітря взимку та влітку; дослідження агрокліматичних ресурсів України. Автор 68 наукових праць. Основні праці:
1. Природні умови Канівського Придніпров'я та їх вивчення: Навчальний посібник. — К., 1992 (у співавторстві).
2. Основи метеорології: Навчальний посібник. — К., 2002. Частина І. (у співавторстві).
3. Клімат України: Монографія. — К., 2003 (у співавторстві).
4. Словник-довідник з фізичної географії 6-8 класів. — Х., 2004 (у співавторстві).
5. Метеорологія та кліматологія: Навчальний посібник. — К., 2008.